# South Ribble
South Ribble es un distrito no metropolitano con el estatus de municipio, ubicado en el condado de Lancashire (Inglaterra). Fue constituido el 1 de abril de 1974 bajo la Ley de Gobierno Local de 1972 como una fusión de los distritos urbanos de Leyland y Walton-le-Dale y parte del distrito rural de Preston.

## Geografía
Según la Oficina Nacional de Estadística británica, South Ribble tiene una superficie de 112,96 km².

## Demografía
Según el censo de 2001, South Ribble tenía 103 867 habitantes (48,73% varones, 51,27% mujeres) y una densidad de población de 919,5 hab/km². El 20,2% eran menores de 16 años, el 72,79% tenían entre 16 y 74 y el 7,02% eran mayores de 74. La media de edad era de 39,17 años. 
La mayor parte (96,88%) eran originarios del Reino Unido. El resto de países europeos englobaban al 1,55% de la población, mientras que el 0,42% había nacido en África, el 0,77% en Asia, el 0,22% en América del Norte, el 0,03% en América del Sur, el 0,11% en Oceanía y el 0,02% en cualquier otro lugar. Según su grupo étnico, el 98% de los habitantes eran blancos, el 0,62% mestizos, el 0,78% asiáticos, el 0,18% negros, el 0,33% chinos y el 0,1% de cualquier otro. El cristianismo era profesado por el 84,71%, el budismo por el 0,14%, el hinduismo por el 0,43%, el judaísmo por el 0,03%, el islam por el 0,32%, el sijismo por el 0,04% y cualquier otra religión por el 0,11%. El 8,65% no eran religiosos y el 5,58% no marcaron ninguna opción en el censo.
El 39,96% de los habitantes estaban solteros, el 45,5% casados, el 1,57% separados, el 6,42% divorciados y el 6,54% viudos. Había 42 728 hogares con residentes, de los cuales el 26,5% estaban habitados por una sola persona, el 9,35% por padres solteros con o sin hijos dependientes, el 62,73% por parejas (54,57% casadas, 8,16% sin casar) con o sin hijos dependientes, y el 1,42% por múltiples personas. Además, había 995 hogares sin ocupar y 25 eran alojamientos vacacionales o segundas residencias.	